# Giannandrea Giustiniani Longo
Giannandrea Giustiniani Longo (Génova, 1494 - Génova, 1554) foi o 51.º Doge da República de Génova.

## Biografia
Antes de se tornar no Doge da república, Longo ocupou os cargos oficiais de Magistrado da Guerra, senador e procurador da República.
Ele foi eleito Doge a 4 de janeiro de 1539, sucedendo a Giovanni Battista Doria, o sexto na sucessão bienal e o 51.º na história republicana. Durante o mandato ele trabalhou em particular para aliviar as consequências da fome que atingiu a cidade, estabelecendo entre outras coisas o Magistrado da Misericórdia e concedendo benefícios à casa de penhores. Ele foi o responsável pela construção da Porta d'Archi, hoje lembrada pela rua que leva o mesmo nome. O mandato terminou a 4 de janeiro de 1541 com a sua expiração.
Casou-se com Maddalena Banca, com quem teve duas filhas. Ele faleceu por volta de 1554 em Génova e foi sepultado na igreja de Santa Maria di Castello, no entanto, o seu túmulo foi destruído durante o bombardeamento francês da cidade em 1684.